# فانوس الأسدين الحجري
فانوس الأسدين الحجري الواقع بين قاعة دايوغجون وقاعة بالسانغجون في معبد بوبجسا. بني الفانوس خلال عهد شلا الموحدة (676 ~ 935). للفانوس مظهر غريب ويعتبر أحد أقدم الأعمال الحجرية المنحوتة على شكل أسد في كوريا. يُظهر الفانوس أسدين واقفين على أرجلهما الخلفية ويقابلان بعضهما البعض ويدعمان الصخرة العلوية بأرجلهما الأمامية وأنوفهم.
كل من القاعدة والصخرة العلوية مزينة بزهور اللوتس وعرف الأسد وجسده وأرجله في تصميم واقعي يعتبر الأكثر جمالاً في العصر قبل الحديث. الصخرة التي تضم الفانوس شكلها ثماني ومرتفعة ولها أربعة نوافذ لخروج الضوء. سقف الفانوس له ثمانية عوارض خشبية بدون زينة محددة. الفانوس يعتقد أنه بني في سنة 720 أثناء حكم الملك سونغدوك (702 ~ 737). اختير الفانوس الكنز الوطني لكوريا الجنوبية الخامس وذلك في 20 ديسمبر 1962.

## وصلات خارجية
- Twin Lion Stone Lantern of Beopjusa Temple, Boeun.